# Rhipidia (Rhipidia) isospilota
Rhipidia (Rhipidia) isospilota is een tweevleugelige uit de familie steltmuggen (Limoniidae). De soort komt voor in het Palearctisch gebied.